# ألبرت جونستون
ألبرت جونستون (بالإنجليزية: Albert Johnstone)‏ هو لاعب رماية جنوب أفريقي، ولد في 7 سبتمبر 1878 في بيترماريتزبرغ في جنوب أفريقيا، وتوفي في 23 يوليو 1918.

## وصلات خارجية
- ألبرت جونستون على موقع أوليمبيديا (الإنجليزية)